# Thubana dialeukos
Thubana dialeukos là một loài bướm đêm thuộc họ Lecithoceridae. Nó được tìm thấy ở Vân Nam in Trung Quốc và Thái Lan.